# Swla-Gbe
Swla-Gbe, pleme iz skupine Kwa crnaca nastanjeno, njih oko 34,000 duž jugoistočne obale Benina u provincijama Mono, Weme i Atlantique. Swla-Gbe po kulturi nalikuju plemenima koja govore Mande jezicima. Oni su stočari i obrađivači tla primitivnom motičnom tehnikom, uzgajivači prosa i sirka, ali i uvezenih kultura, među kojima luk, duhan, rajčica, banana, riža, kava, taro i drugo. Lov, ribolov i sakupljanje od malenog su značaja, ali zato drže nešto stoke, kao i ovce, koze, piliće i pse. –Trgovina je dobro razvijena među svim beninskim plemenima. Posao u selu je podijeljen između muškaraca i žena. Muškarac se brine oko stoke i čišćenjem polja, žena je zadužena za trgovinu kao i odlazak na polja, prema potrebi.
Stočarstvo je svakako najvažnija privredna aktivnost plemena Swla-Gbe. Stoka se koristi i za žrtvovanja, i platežno je sredstvo kod otkupa žena. Većina naselja, što vrijedi za cijeli Benin, sastoje se od raspršenih obiteljskih imanja, a kuće su građene od na suncu sušenih opeka, prekrivene slamom. 
Ženidbu ugovaraju glave obitelji, često puta dok je kćerka još u dječjem dobu. Poliginija se prakticira, a prva žena često uživa superiorniji status, ali svoje vrijeme na principu rotacije svakoj jednako posvećuje.
Manji dijelom su kršćani, a većina slijedi tradicionalna animistička vjerovanja. Njihova stara religija poznaje mnoge bogove a prisutan je i kult obožavanja predaka.